# Імпреза (бієнале)
Бієнале «Імпреза» — міжнародна виставка творів сучасного мистецтва, зокрема живопису, скульптури, асамбляжу та графіки, що проводилась кожні два роки в Івано-Франківську (з 1989 по 1997).

## Перша міжнародна бієнале «Імпреза-89»
(31.10-30.12 1989 р.)
- 205 учасників з більш як 400 претендентів;
- Понад 700 з 3000 надісланих робіт;
- 17 країн + 8 республік СРСР

### Лауреати
- Головна відзнака — Валерій Басанець (Одеса)

#### Живопис
- Особлива нагорода — Валентин Задорожний (Київ)
- Перша премія — Людмила Ястреб (Одеса)
- Дипломи — Володимир Пасивенко (Київ), Юрій Кох [Архівовано 4 жовтня 2013 у Wayback Machine.] (Львів), Микола Малишко [Архівовано 11 вересня 2012 у Wayback Machine.] (Київ), Едуард Ніканоров (Івано-Франківськ), Микола Дудченко [Архівовано 2 березня 2014 у Wayback Machine.] (Євпаторія), Роман Купреїшвілі (Тбілісі), Ева Овчарек (Польща)

#### Графіка
- Головна відзнака — Куніто Нагаока[недоступне посилання з червня 2019] (Японія, Зах. Берлін)
- Особлива нагорода — Михайло Вітушинський (Івано-Франківськ)
- Перша премія — Опі Зоуні [Архівовано 12 липня 2012 у Wayback Machine.] (Греція)
- Дипломи — Тарас Пліщ (Харків), Барбара Байзінгоф [Архівовано 3 травня 2013 у Wayback Machine.] (Німеччина), Ігор Подольчак, (Львів)

#### Скульптура
- Перша премія — Іван Микитюк (Львів)

#### Асамбляж
- Перша премія — Мирослав Яремак[недоступне посилання з червня 2019] (Івано-Франківськ)
- Диплом — Олександра Крип'якевич (Львів)
- Дипломи оргкомітету — Аллен Лін (США), Йосип Буткович (Югославія), Антоні Дейвіс [Архівовано 30 серпня 2012 у Wayback Machine.] (Пн. Ірландія), Канаїда Етцуко (Японія), Кіоко Сато (Японія), Кої Ікута (Японія), Любов Лебідь-Коровай (Львів), Тоня Ніколаїду (Греція), Гельмтруд Ністрем [Архівовано 29 серпня 2010 у Wayback Machine.] (Швеція), Петру Петреску [Архівовано 8 січня 2013 у Wayback Machine.] (Румунія), Ніно Перадзе (Тбілісі), Мірослав Смерек (Польща), Богдан Турецький (Львів), Валерій Цагараєв (Владикавказ), Януш Цивіцький (Польща), Хусейн Ельгебалі [Архівовано 26 вересня 2011 у Wayback Machine.] (Єгипет), Борис Гуцуляк (Снятин), Інгунн Ейдаль (Ісландія), Марта Барабах (Львів).

(далі інформація з каталогу)
Вітаю всіх учасників 1-го Міжнародного бієнале «Імпреза-89», в Івано-Франківську та складаю найкращі побажання!
За допомогою Ваших творів ми змогли організувати чудове свято мистецтва, яке є водночас і доброю формою особистих контактів та пізнання взаємних національних мистецьких культур.
На кожному етапі над підготовкою виставки ми відчували підтримку, зацікавленість та бажання допомогти нам багатьох художників і цінителів мистецтва з різних країн.
Особливу подяку хочу висловити тим митцям, які виявили бажання подарувати свої твори для формування фондів майбутнього першого музею сучасного мистецтва в Україні.
Сподіваємося, що ті контакти і знайомства, що зав'язалися на виставці, будуть довготривалими і плідними для культур народів, представлених творами своїх митців на бієнале «Імпреза-89».
Надіємося, що в майбутньому наша виставка викличе велике зацікавлення та принесе всім відвідувачам глибокі мистецькі враження.
М. ТОКАРЕНКО
голова оргкомітету,
начальник обласного управління культури

Довгі роки українське образотворче мистецтво було відлучене від світового художнього процесу. Тож тільки тепер група митців взялась за цю важку відповідальну справу. Організація виставки «Імпреза-89» — результат процесу демократизації нашої країни.
Що ж являє собою «Імпреза-89»? Це виставка, яка проходитиме кожних два роки в Івано-Франківську. Це популяризація українського мистецтва та його співставлення з іншими національними школами.
Оргкомітет сподівається, що з допомогою бієнале українське мистецтво зробить ще один крок, щоб повернути собі належне місце у світовому художньому процесі. Адже наша національна культура — явище екстериторіальне і вже послуговується формами, що функціонують у світовій культурі, але біль-шість елементів цієї багатої і глибинної культури ще не входять на рівних в ритм і динаміку розвитку світової культури через неузгодженість багатьох ланок і невідповідність рівня сучасної свідомості і форм сучасного буття взагалі в Україні. Ініціатори бієнале «Імпреза-89» в Івано-Франківську розраховують на постановку відразу кількох проблем: організувати виставочний процес, як систему неконвенційних зустрічей і конфронтацій різноманітних художніх систем; створити передумови для формування першого в Україні музею сучасного мистецтва як генератора новітніх явищ у живописі, графіці, скульптурі й інших формах прояву творчого духу; інспірувати процеси аналізу й пошуку, теоретичних конфронтацій з метою, виявлення інтелектуальних потенцій; популяризувати як український, так і всесвітній мистецький досвід: осмислити і ввести в обіг такі нові структури, як теоретичні пленери, ринок мистецтв, консультаційні зустрічі колекціонерів і експертів; зблизити різні національні школи, течії, характери, тенденції та художні системи на шляху порозуміння народів перед лицем нового тисячоліття.
Це перший крок як і в процесі розвитку та самоусвідомлення сучасного українського мистецтва, становленні новітніх форм пластичних, тик і в поверненні нашого краю до світового художнього процесу. Шлях цей довгий і для всіх нас ще незвіданий, але перший крок зроблено, і дорога підкоряється тому, хто вирушив у путь.

Склад оргкомітету:
- ТОКАРЕНКО М. — голова оргкомітету бієнале «Імпреза-89». Начальник управління культури Івано-Франківського облвиконкому,
- АНДРУХОВИЧ Ю. — письменник,
- АРОНЕЦЬ М. — мистецтвознавець, заступник директора Івано-Франківського художнього музею,
- ВАРЕННЯ М. — живописець, голова правління Івано-Франківської організації спілки художників України,
- ВІТУШИНСЬКИЙ М. — графік,
- ПАНЧИШИН І. — архітектор, живописець,
- ЯКІБЧУК М. — мистецтвознавець, директор Івано-Франківського художнього музею,
- ЯКОВИНА М. — живописець, Івано-Франківськ.

Кваліфікаційне журі:
- БОРОДАЙ О. — живописець, Київ,
- ВАРЕННЯ М. — живописець, Івано-Франківськ,
- ГУЛИН П. — графік, Ужгород,
- ЗАЛИВАХА О. — живописець, Івано-Франківськ,
- МИСЬКО Е. — скульптор, професор, народний художник УРСР, лауреат Державної премії УРСР ім. Т. Г. Шевченка, Львів,
- ПАНЧИШИН І. — архітектор, живописець, Івано-Франківськ,
- СТОВБУР О. — живописець, Одеса,
- ЯКОВИНА М. — живописець, Івано-Франківськ.

Журі бієнале:
- БОРОДАЙ О. — живописець, Київ,
- ГУЛИН П. — графік, Ужгород,
- Віктор Маринюк — живописець, Одеса,
- МЕНТУХ А. — живописець, Гданськ, Польща,
- МИСЬКО Е. — скульптор, професор, народний художник УРСР, лауреат Державної премії УРСР ім. Т. Г. Шевченка, Львів,
- СТОВБУР О. — живописець, Одеса,
- ЧУКА В. — мистецтвознавець, Пятра-Немт, Румунія,
- ЦЮПКО В. — живописець, Одеса.

Комітет громадської опіки:
- Львівський інститут прикладного та декоративного мистецтва (ректор Е. МИСЬКО), Львів.
- Редакція журналу «всесвіт».
- Товариство української мови імені Тараса Шевченка (голова правління Д. ПАВЛИЧКО), Київ.
- Львівська філія інституту «Укрпроектреставрац1я» (директор І. МОГИТИЧ).
- Івано-Франківська організація спілки художників України (голова правління М. ВАРЕННЯ).
- Українська асоціація захисту історичного середовища.
- Агрофірма «Прут».

Реалізатори виставки:
- Управління культури Івано-Франківського облвиконкому.
- Івано-Франківський художній музей.
- Емблема бієнале — ВАСИЛЕНКО В.
- Проект експозиції — ПАНЧИШИН І., ВІТУШИНСЬКИЙ М., МАРИНЮК в., СТОВБУР О., ЦЮПКО В.
- Монтаж експозиції: кооператив «РЕСТАВРАТОР», голова — АННЮК І., Івано-Франківськ.

Оргкомітет виставки «Імпреза-89» щиро вдячний пану Богдану Боберському, магістру-архітектору з Варшави, за підтримку, консультації та пропаганду ідеї першої міжнародної художньої виставки а Україні.
НАГОРОДИ
Оргкомітет виставки — бієнале «Імпреза-89» встановив: 
- Головну відзнаку «За оригінальне трактування класичної традиції у новітніх формах» з врученням спеціального диплому і грошової премії в сумі 1000 карбованців.
- Особливу нагороду «За яскраве втілення національного в мистецтві» з врученням спеціального диплому і грошової премії в сумі 1000 карбованців.
- Спеціальну нагороду в категорії живопису з врученням диплому та грошової премії в сумі 500 карбованців.
- Спеціальну нагороду в категорії графіки з врученням диплому та грошової премії в сумі 500 карбованців.
- Спеціальну нагороду в категорії скульптури з врученням диплому та грошової премії в сумі 500 карбованців.
- Спеціальну нагороду в категорії асамбляжу з врученням диплому та грошової премії в сумі 500 карбованців.

Комітет громадської опіки встановив:
- Нагороду за цікаве трактування теми збереження історичного середовища.
- Нагороду Української Асоціації захисну історичного середовища за урбаністичну тематику: вдале розкриття проблем сучасної урбаністики і вираження мовою живопису, графіки або асамбляжу теми збереження архітектурної спадщини. Розкриття протиріч і складностей в осмисленні глибші духовності збережених пам'яток матеріальної культури. Призначається спеціальна відзнака і грошова премія.
- Відзнака агрофірми «Прут» за сміливий експеримент з використанням народних технік, який би звертався до масового глядача і розкривав нові художні можливості традиційних мистецьких методів.

## ІІ бієналє «Імпреза», м.Івано-Франківськ(1991)
Друга міжнародна бієнале «Імпреза-91» (жовтень-грудень 1991 р.)
- 600 учасників;
- 2380 робіт;
- 48 країн;

### Лауреати
- Головна відзнака — Катсунорі Гаманіші (Японія)

#### Живопис
- Перша премія — Тарас Лобода [Архівовано 27 листопада 2012 у Wayback Machine.] (Івано-Франківськ)
- Дипломи — В. Стрєльніков (Німеччина), М. Дудченко [Архівовано 2 березня 2014 у Wayback Machine.] (Євпаторія), Є. Мацієвіч (Польща), Ю. Кох [Архівовано 4 жовтня 2013 у Wayback Machine.] (Львів), С. Савченко (Одеса), Є. Рахманін (Одеса), В. Чупінко (Ужгород), Я. Яновський[недоступне посилання з червня 2019] (Івано-Франківськ)

#### Графіка
- Перша премія — Ерлінг Ліндк'юлен (Норвегія)
- Дипломи — Інгун Ейдаль (Ісландія), Чунг Тай Фу (Гонгконг), Борис Фірцак (Ужгород), Кіото Сато (Японія), Ігор Подольчак (Львів), Опі Зоуні [Архівовано 12 липня 2012 у Wayback Machine.] (Греція), Тарас Пліщ [Архівовано 5 березня 2016 у Wayback Machine.] (Івано-Франківськ), Ярослав Вишенко (Польща), Енн Дикманс (Бельгія), Валерій Басанець (Одеса)

#### Скульптура
- Перша премія — Олександр Шевченко (Київ)
- Дипломи — Леся Риба (Велика Британія), Микола Степанов (Одеса), І. Микитюк (Львів), І. Куделін (Україна), Петро Старух (Львів)

#### Асамбляж
- Перша премія — Мирослав Яремак[недоступне посилання з червня 2019] (Івано-Франківськ)
- Диплом — М.Зелен (Львів)
- Дипломи оргкомітету — Андрій Ментух (Польща), П.-Е. Пірс (США), Опанас Заливаха (Івано-Франківськ), Борис Гуцуляк (Снятин), М. Крицький (Львів), Любов Л ебідь-Коровай (Львів), Олексій Бобрусов (Росія), М. Міямото (Японія), А. Таламіні (Нідерланди), Володимир Гуменний (Івано-Франківськ), Герман Геблер (Норвегія), С. Пратячаратікун (Таїланд), Ігор Яремчук (Київ), С. Ясуда (Японія), Б. Мауріцтон (Швеція)

## ІІІ бієналє «Імпреза», м. Івано-Франківськ (1993)
Третя міжнародна бієнале «Імпреза-93» (3 грудня — 30 січня 1993 р.)
- 211 учасників
- 28 країн
- 490 робіт

### Лауреати
- Головна нагорода — Арія Вайс (Ізраїль)

#### Живопис
- Перша премія — Володимир Стрєльніков (Німеччина)
- Дипломи — Богдан Бринський (Івано-Франківськ), Сергій Гай [Архівовано 9 травня 2013 у Wayback Machine.] (Львів), Петро Гончар (Київ), Назар Гулин (Ужгород), Олександр Добродій[недоступне посилання з червня 2019] (Київ), Володимир Єршихін (Київ), Володимир Кабаченко [Архівовано 19 червня 2016 у Wayback Machine.] (Одеса), Володимир Кравець (Запоріжжя), Олександр Матвієнко (Львів), Сергій Ридванецький (Черкаси), Ольга Соловйова (Київ), Олександр Стовбур (Одеса), Хідеакі Фукуда (Японія), Володимир Чернявський (Івано-Франківськ), Микола Якимечко (Івано-Франківськ), Ярослав Яновський[недоступне посилання з червня 2019] (Івано-Франківськ), Мирослав Яремак (Івано-Франківськ)

#### Графіка
- Перша премія — Герман Геблер (Норвегія)
- Дипломи — Микола Гончар (Київ), Ендо Сусумо (Японія), Доменік Капоб'янко (США), Ким Нам Байк (Корея), Володимир Любий (Київ), Марк Фрізінг (Люксембург), Тацуро Субамото (Японія), Ігор Яремчук (Київ), Ясуда Сатору (Японія), Якута Кої (Японія)

#### Скульптура
- Перша премія — Олександр Бартосік [Архівовано 12 лютого 2013 у Wayback Machine.] (Черкаська обл.)
- Дипломи — Валерій Басанець (Одеса), Олег Лишега (Тисмениця), Богдан Мазур (Київ)

(з каталогу)
ОРГАНІЗАТОРИ: Міністерство культури України
Дирекція художніх виставок
Обласна Рада народних депутатів
Управління культури Івано-Франківської облдержадміністрації
Івано-Франківський державний художній музей
ОРГАНІЗАЦІЯ ВИСТАВКИ: Оргкомітет бієнале «Імпреза-93» (голова оргкомітету — І.Шовковий)
Управління культури облдержадміністрації (заступник начальника управління — С.Павліська)
Колектив художнього музею (директор — М.Якібчук)
Проект виставки — І.Панчишин
Куратор бієнале — І.Панчишин
Автори каталогу: М.Панчишин, І.Панчишин
Фото — П.Дроб'як
Дизайн — О.Коспа
ЖУРІ ТА КВАЛІФІКАЦІЙНА КОМІСІЯ БІЄНАЛЕ: А.Ментух, живописець (м. Гданськ, Польща)
В.Цюпко, живописець (м. Одеса, Україна)
М.Москаль, графік (м. Львів, Україна)
В.Маринюк, живописець (м. Одеса, Україна)
М.Вітушинський, графік (м. Любін, Польща)
М.Степанов, скульптор (м. Одеса, Україна)
А.Федірко, живописець (м. Київ, Україна)
В.Мельник, мистецтвознавець (м. Івано-Франківськ, Україна)
В.Федько, живописець (м. Київ, Україна)
Дж. Вайдман, скульптор (США)
І.Панчишин, живописець, архітектор (м. Івано-Франківськ, Україна)
К.Присяжний, мистецтвознавець, архітектор (м. Львів, Україна)
Виставки та акції відбувались в залах Центру естетичного виховання молоді, краєзнавчому музеї, виставочному залі Спілки художників
Друк каталогу при сприянні та фінансовій допомозі Міжнародного фонду «Відродження»
Особлива подяка: Меланії Банах-Маркевич (Нью-Йорк), Ларисі Панчишин (Київ), Олександру Буценко (Київ), Леоніду Завадському (Івано-Франківськ) за їх моральну підтримку і толеранцію до ініціатив «ІМПРЕЗИ»
Програма «Імпрези-93» будується на засадах ініціативи створення музею Сучасного Мистецтва, як генератора ідей, що нуртують в живописі, графіці скульптурі, пропаганді нових пластичних форм, поєднанні досвіду і вправності митців старшого покоління і прагнення нової генерації до нових відкрить на незвіданих просторах, періодичного незаангажованого огляду новітніх національних шкіл, країн на теренах України. Оргкомітет третьої бієнале щиро вітає учасників, які своїми працями створили достойну конкурентну атмосферу. Це буде поштовхом до подальшої діяльності оргкомітету і ініціативи Художнього Музею в створенні і становленні гідних умов для наступних бієнале, а Івано-Франківськ готовий і в наступному бути тереном, що спонукатиме експериментуючий дух митця до активиних пошуків.
В майбутньому ми прагнемо відкрить нових імен в Україні. З цією метою експозиції і надалі матимуть конкурсну побудову. Але окремі паралельні цілісні колекції і тематичні блоки визначатимуть пріоритети. За останні кілька років в програмах бієнале були показані виставки робіт Є.Лимарєва, Е.Андієвської, живопису художників Одеської школи, роботи Ф.Розеве (з Німеччини), окрема виставка-акція молодих художників Івано-Франківська «Провінційний додаток». Цього разу пропонуємо до огляду позаконкурсний блок сучасної словацької графіки, а також зібрання молодих львівських художників і фотовиставку українських авторів Спілки фотохудожників України. Окремі літературні, музичні та театральні блоки є традиційними авансами майбутніх мистецьких фестивалів «Імпреза».
Вітаємо всіх учасників і гостей бієнале. Бажаємо цікавих зустрічей, відкрить, дискусій. Сподіваємось, що наше місто лишиться у Ваших найкращих спогадах.
Оргкомітет бієнале

Обставини склались так, що «ІМПРЕЗА», відбувшись вже втретє, і щоразу в великих масштабах, не одержала достойного зафіксування і висвітлення масиву мистецької інформації в каталогах. Багато ідей художників з різних країн, що брали участь в попередніх бієнале, були призвідниками нових явищ серед українських художників. Аз більшістю наші митці змогли познайомитися лише на «ІМПРЕЗІ». Отож організатори пам'ятають про обов'язок зворотнього зв'язку. А також дати змогу художникам світу оглянути певний пласт мистецьких пошуків в Україні. Процес становлення цивілізованих контактів митців з різних країн на сцені «ІМПРЕЗИ» болючий і поки що тільки формується. Але все ж у тих, хто побував на «ІМПРЕЗІ», залишаться в основному позитивні враження і перспективи достойних шансів. Об'єктивні і суб'єктивні обставини «ІМПРЕЗИ» (як і в більшості починань в нашій молодій державі) склались таким чином, щ ентузіазм новонародженої свідомості' не діставав вчасної підтримки і опори. Два роки між виставками — це неймовірно швидкий (навіть блискавичний) темп. Хоча динамізм змін і трансформацій в бутті і духовному поступі небувалий і потребує адекватної рефлексії. Долі необхідно було випробувати і безпосередніх ініціаторів, і організаторів, і, головне, учасників таким чином на витривалість і віру в можливість працювати в ключі ідей, викладених «ІМПРЕЗОЮ» в тих коротких тезах програми, проголошених ще в 1989 році на світанку зрушень, які почалися в Східній Європі і до нашого часу змінили невимовно весь світ. Період проведення ІМПРЕЗИ" з 1989 року по 1993 був часом скинення старих ідолів — і реально-матеріальних, і в душі кожного (очевидно не лише на цих теренах світу), періодом появи нових шансів, але й нових міфів, появи нових держав, зникненню старих «Атлантид», руйнування найміцніших і, здавалось, вічних бар'єрів і створення нових перепон. Динамізм часу, достойний кінця століття і цілої епохи. Цей злам пройшов і по кожній людині в світі, а на вістрі більшості подій опинилась Україна. Всі ті труднощі, які переживала наша країна, відбились і на мистецтві. І це проявилось не лише на умовах організації і проведення бієнале 1989, 1991, 1993 років, що відбули більшість учасників «ІМПРЕЗИ», а й на пластичних ідеях і якості творів. Для нас минає період мітингів і ейфорії відкрить, які важко пояснити. Ми здобуваємо досвід життя в незвичних для здорового суспільства обставинах. Молодий світ, що народжується, дивиться в майбутнє сміливо, усвідомлюючи своє призначення, на порозі нового тисячоліття. Мистецтво чекає приходу нового покоління, з пошануванням опираючись на досвід тих, хто готував і готує це прийдешнє.
«ІМПРЕЗА», взявши на себе таку ношу, сподівається самим своїм існуванням виправдати засади, які проголосила і усвідомлює ті обов'язки перед художником, хто своїми творами підтримує свободу творчого духу, неконвеційність експериментів в пластичних мистецтвах і віру у взаєморозуміння і взаємопроникнення різних культур. Третя «ІМПРЕЗА» сподівається цим каталогом продовжити розпочатий діалог і мистецькі конфронтації художників різних країн і континентів, і з їх допомогою розтопити айсберг навколо, тепер вже очевидної, ідеї створення Українського музею Сучасного Мистецтва.
Ігор Панчишин куратор бієнале «ІМПРЕЗА»
Друга міжнародна бієнале «ІМПРЕЗА- 91» відбувалась в приміщенні пам'ятки архітектури колишньому «Пасажі Гартенбергів». Ця споруда, за свідченням учасників, організаторів, міжнародного журі, глядачів є найоптимапьнішим для такого рангу виставок об'ємом. Унікальний велетенський простір основного залу-вулиці перекритий скляним ліхтарем, дозволяє проводити різнопланові виставки і мистецькі акції, театралізовані дійства, видовища і концерти. Просторі зали на різних рівнях задовільняють вимоги телевізії і акустики. Загальні площі архітектурного середовища «Пасажу» можуть вмістити одночасно найрізноманітніші виставки від концептуально-активних до камерних традиційно-академічних. Тут є всі можливості конструювання глобальних театральних видовищ і монтування просторових інсталяцій. Також ідеальні умови для огляду живопису і скульптури різних стилів, можливості трансформації простору. «Пасаж Гартенбергів» було споруджено у 1904 році відомою архітектурною фірмою Гельмера і Фельнера. Ця фірма свого часу споруджувала такі відомі будівлі як Віденський та Одеський оперні театри. Але цей комплекс виконано в конструктивних модерних формах, що відповідає сучасним вимогам і концепції функціонування музею сучасного мистецтва. Подібних аналогів небагато в європейській практиці, а в Україні, очевидно, це єдиний. Глядачам це нагадувало варіант музею д'Орсе. В перспективі такий комплекс зможе створити умови і для виставкової і для креативної діяльності, і для колекцій, і для аукціонів. Тут будуть студії, бібліотеки, виробничі майстерні та служби, фондосховища, кафе, умови для перегляду кіно- і відео. «Пасаж» знаходиться в центрі прекрасного міста і є однією з найкращих його перлинок. Однак шлях до втілення такої ідеї дуже тернистий. Івано-Франківська обласна Рада надала цю визначну споруду митцям, визначивши тим самим пріоритети у своїй програмі духовного відродження краю, плануючи повну реставрацію і пристосування споруди під музей сучасного мистецтва. Художники, яким довелось брати участь у різних виставках програми «ІМПРЕЗИ» в «Пасажі» протягом двох років, відкрили для себе нові можливості експе-риментування в такому унікальному просторі, що запропонував Івано-Франківськ, і вірять, що держава і надалі підтримуватиме найсміливіші кроки в майбутнє художників різних країн і напрямків. Така галерея дала можливість міжнародному журі 1991 року в колекції «Імпрези-91» об'єднати далекі географічно і, виявляється, такі близькі пошуки художників різних континентів.
ПРО «ІМПРЕЗУ» І НЕ ТІЛЬКИ
Апеляції від культури до капіталу про допомогу вже і в нас нині не є чимось новим. Більше то, це тепер мало кого зворушує, бо вони, як правило, не дають ефекту. Причина до простого смішна: надто мало грошовитих людей, котрі бажають офірувати на культуру, і надто багато тих, хто цієї офіри потребує. Крім того, всім відомо, що чим елітарніше мистецтво, тим воно менш комерційне, а отже — це «бездонна прірва», котра потребує постійних вкладень.
Але ж доводиться погодитись із тим, що й зігнорувати його не можна, не можна махнути рукою — чорт тебе бери! — бо не може існувати цивілізований народ, розвинута держава без високої культури. Усвідомлює це весь світ, і чим багатша та розвиненіша країна, тим дозволяє собі більше тратити на це дороге задоволення, з гордістю фундуючи таку розкіш. У нашій ситуації збагнути це заважає ще й той фактор, уже тепер рецидив минулого, що для нас культура завжди була найдешевшою справою. А зараз кошти, необхідні для проведення серйозних мистецьких заходів, зростають з такою швидкістю, що ми просто не встигаємо до цього звикати. Не менш шкідливим для ситуації є вплив і новонабутих сказів свідомості наших митців, що з'являються в результаті тіснішого зіткнення із буржуазним добробутом та психологією. Багато творчих людей все активніше зараховують себе (цілком справедливо) до числа «національної інтеліґенції», а отже, все більші претензії мають до свого часто жалюгідного існування. Та не всі хочуть звернути увагу на один важливий нюанс — особливість переходу від становища «незалежного художника» в соціалістичному суспільстві до цього ж становища у капіталістичному суспільстві. Отож, переважно наш «достроково звільнений» артист хотів би залишитися духовно вільним, як богема, але стати матеріально забезпеченим, як буржуа. Десь, мабуть, такий характер мали цьогорічні претензії щодо організаційного підготування «ІМПРЕЗИ-93». Учасників і гостей, котрі приїхали на бієнале не вперше, можливо, дратувала не стільки замала до них увага з боку організаторів, як те, що вона була меншою, ніж у попередні рази. Але аж ніяк не хотілося б, щоб якісь провали у роботі оргкомітету чи зауважена кимось тенденційність у роботі журі, що завжди є наслідком впливу суб'єктивних факторів, затінили фактори об'єктивні, тобто значення «ІМПРЕЗИ» як явища, а не як процесу. Вже сам факт виникнення міжнародного бієнале в обласному Івано-Франківську став явищем показовим щодо кількох проблем цілого краю. Перш за все, це реалізація на практиці, теоретично обсмоктаного постулату про те, що «провінція — це явище духовне, а не ґеоґрафічне». При тому, що колишній Станиславів зумів зберегти свої амбіції міста, причетного до великої «дунайської культурної імперії», а отже, орієнтація на «столиці» різних типів виявилася справою не першочерговою. Натомість була запущена машина руйнації «берлінського муру на місцях»: шанувальники мистецтва цілого регіону отримали можливість оглянути твори сучасних художників з різних країн світу та різних куточків України. Паралельно працює і механізм зворотної дії, коли закордонні митці почали дізнаватися хоч щось про процес та рівень культури в Україні (нехай у формі отримуваних інформаційних листів, запрошень, каталогів etc) — і не у столично-презентаційному, а практичному «живому» варіанті. Не менш важливою подією у творчому житті й наших художників є «ІМПРЕЗА». До цього прилучилися ще кілька об'єктивних моментів, що поєднуються з особливостями міста, де вона виникла. Івано-Франківське культурне середовище є порівняно монолітне і менш кланове, ніж у «міст із претензією», а тому воно практично незаанґажоване у т. зв. «групівщині»; при цьому воно не ставиться упереджено до представників інших регіонів завдяки своєму скромному соціальному статусові; з тих же, мабуть, причин усунено максимум перешкод для участі різних художників (напр.- спілчанин чи ні), крім, звичайно, художньої вартості. Такі умови влаштовували майже всіх, тому і спектри учасників «ІМПРЕЗИ» надзвичайно широкі — як ґеоґрафічний, так і стильовий, як концепційний, так і жанровий. У її акціях брали участь такі різні митці, що інколи навіть ті, що мешкають в одному місті, не перетинаються у спільних проектах. І така різноманітність робить більш достовірним і об'єктивним саме цей спосіб відображення цілого творчого процесу, принаймні в Україні.
Об'єктивність відображення культурного процесу є зараз для нас однією з основних необхідностей. Існування в сьогоднішньому українському культурному просторі кількох різних середовищ завдає всім нам багато прикрощів. Починається все від неможливості визначення реальних культурник пріорітетів у межах однієї країни. Відповідно, з цього випливає дезорієнтація щодо справжніх цінностей, пропонованих західною культурою. Цим же ми самі дезорієнтуємо світ щодо процесів, які відбуваються у нашому культурному житті, чим гальмуємо повноцінну інтеґрацію нашої культури у світову. І, що найгірше, це те, що згодом цей стан не так просто буде виправити, адже зараз майже не фіксується і не досліджується більшість різнопланових виявів цього процесу.
Тому акції, які вже самі собою комусь демонструють твори сучасного мистецтва, які залишають після себе друковані, відео-, аудіо- чи інші матеріали, мають для нашої країни неоціненне значення у цей перехідний період.
Дуже важливою є також «ширина» «ІМПРЕЗИ»: перетворення її у своєрідний фестиваль середовища, де, крім виставок творів образотворчого мистецтва, відбуваються також супутні літературно-музичні акції. Всі ці заходи в комплексі мають лише одну наскрізно спільну рису — презентація нової культури, що твориться у нових умовах в Україні, на тлі культури в інших країнах і світу. Коли на такому заході «творчо присутні» відомі письменники та музиканти, імена котрих асоціюються у шанувальника і мистецтва із новою українською літературою та музикою, тоді кожна локальніша його акція перебуває у спільному великому просторі єдиного контексту. Це один із основних аргументів на користь переконливості ідеї — ідеї презентування не окремих мистецьких течій, а цілого пласту культури, способу мислення (в глобальному, звичайно, масштабі, а не тільки творчому). Заодно розширюється, таким чином, і можливість сприйняття «споживачем мистецтва» пропонованої «мистецької продукції»: для кого є доступнішою музика, той через неї «дійде» до всього, чого не сягнув з полотен чи з текстів; те ж стосується адептів слова та візуальних чинників. Таке велике добро цього бієнале полягає і в тому, що воно дає змогу, стає нагодою до знайомства і спілкування самих митців, котрі роблять одну і ту ж справу на різних ґеоґрафічних широтах. Можна говорити ще про одну рису, як уже притаманну «ІМПРЕЗІ», — це послідовність і витривалість. Завершилися гучними скандалами закордонні виставки українського мистецтва, організовані київським «Інкоартом»; не знайшлося сил для продовження міжнародних проектів «Плюс 90» та «Бієнале Відродження», започаткованих у Львові, вичерпався запал організаторів після двох львівських «Інтердруків» і т. д. І те, що ні сьогодні ще існує та й набирає обертів «ІМПРЕЗА», є дуже важливо, незважаючи на різні поточні неґаразди. Головно те, що Захід найбільше зупиняє від контактів з нами через нестабільність ситуації в Україні. Вони (як і ми, зрештою) мають уже досить наших «спільних» міжнародних проектів, переважно «одноразового використання». Зокрема, це стосується і митців, котрі повинні утримувати певну «планку» і тому, звичайно ж, не виявляють бажання брати участі у виставках не відомо якого рівня і які навряд чи будуть мати продовження, а отже, чи зможуть хоч якось конкурувати з існуючими у світі художницькими імпрезами. На сьогодні Івано-Франківська «ІМПРЕЗА» має свій, хай скромний, але міжнародний імідж, як відоме вже українське бієнале, з історією розвитку, становлення, перспективами і зв'язками. Сьогодні за належної підтримки це бієнале має всі шанси стати найавторитетнішим і вже "найстарішим міжнародним мистецьким заходом незалежної України.
Володимир Павлів, Львів

## IV бієналє «Імпреза», м.Івано-Франківськ(1995)
Четверта міжнародна бієнале «Імпреза-95»
Наукова конференція з проблем сучасного мистецтва «Імпреза міжсезоння», вілла Маргошеса
23.03-1.04. 1995 р.
«Сьоме небо», виставка в рамках конференції
Назар Кардаш, Володимир Мулик[недоступне посилання з червня 2019], Ростислав Котерлін[недоступне посилання з червня 2019], Ярослав Яновський[недоступне посилання з червня 2019], Івано-Франківський художній музей
травень 1995
«Імпреза-пролог». Виставка з колекції бієнале «Іпреза». Український дім, Київ, червень, 1995
«Імпреза-95-Фото»,
куратор — Ростислав Кондрат,
7-8 липня 1995 р.
72 фото з 361 надісланих,
28 авторів,
11 країн,
Золота медаль — Пшемислав Баранськи (Польща),
Срібна медаль — Іреніуш Юрчук (США),
Бронзова медаль — Віктор Трублєнков (Литва),
Диплом першого ступеню — Францішек Субох (Польща),
Диплом другого ступеню — Жак Ванювіль (Франція),
Диплом третього ступеню — Володимир Монець (Львів).
«Імпреза-95-Графіка»,
куратор — Володимир Гуменний,
грудень 1995.
78 робіт з 246 надісланих,
35 авторів,
13 країн,
Головна нагорода — Чарльз В. Мессей Дж. (США),
Почесні медалі — Хіроко Ябе (Японія), Сомг Джі-Ксін [Архівовано 8 серпня 2013 у Wayback Machine.] (Китай), Хіроко Мінамі (Японія), Владімір Насєдкін (Росія), Саша Прахова (Україна), Ямашіта Тетцуо (Японія), Альфред Ульріх [Архівовано 18 вересня 2012 у Wayback Machine.] (Німеччина).
«Медитації на стику», виставка-акція Ростислава Котерліна,
куратор — Віктор Мельник,
листопад 1995, Художній музей.
«Ре-Візія», фестиваль відеоарту,
куратор — Олег Гнатів,
серпень 1996 р., Делятин,
Володимир Єршихін та Вячеслав Машніцький [Архівовано 15 серпня 2014 у Wayback Machine.] «Вогні великого міста», Василь Цаголов «Молочні сосиски», Андрій Блудов та Валерій Сердюков «Липневе рондо», Олег Гнатів і Тарас Прохасько «Квіти для Франциска» та «Втеча в Єгипет», північнокорейське пропагандистське кіно «Лучі чучхе».
«Пам'ятник братам Гартенбергам», перформенс Ігоря Панчишина,
пасаж Гартенбергів,
26 серпня 1996.
«Ландшафт», концептуальний проект-каталог,
куратор — Ярослав Яновський[недоступне посилання з червня 2019],
серпень 1996.

## V бієналє «Імпреза», м.Івано-Франківськ(1997)
П'ята міжнародна бієнале «Імпреза-97»
Художній музей:
«Абстрактне мистецтво із Зальцбурга (Австрія) та абстрактне малярство художників Івано-Франківська», куратор Віктор Мельник;
«2000 рік вже настав» виставка Ростислава Котерліна [Архівовано 11 вересня 2012 у Wayback Machine.];
«Вульф живий», інсталяція, Олег Воронко, Олекса Фурдіяк [Архівовано 4 вересня 2013 у Wayback Machine.] (Львів), перформанс, Роман Андріяшко, Григорій Бутенко (Київ).
Телестудія «Галичина»:
«Репетиція паралельного мистецтва 10х10+1», Микола Панаков та його студія, перформенс.
«Лагідний тероризм», куратор Анатолій Звіжинський[недоступне посилання з червня 2019] включав у себе:
Центр естетичного виховання молоді:
«Виборча дільниця № 2» інсталяція Сергія Браткова і Сергія Солонського (Харків); «Клініка» фотоцикл Євгена Павлова (Харків); фото та об'єкт Едуарда Странадка (Полтава); «Трансгресії» фото Юрія Косіна (Київ); «Я дуже люблю свою роботу» та «Прогулянка» фото Василя Цаголова (Київ); живопис — «100 прапорів-виходів України» Олексія Борисова (Харків); «1100 рокув Галичу», «Помада» Ігоря Перекліти[недоступне посилання з червня 2019] (Галич); «Полювання» Володимира Мулика [Архівовано 23 жовтня 2012 у Wayback Machine.]; «Левіафан» Павла Суліменка; «Стільці» Світлани Хміль; «Вовчання ягнят» Ростислава Котерліна; серія «Зрада» Анатолія Звіжинського; «Ландшафти» Ярослава Яновського[недоступне посилання з червня 2019] та виставка графіки «Татуювання ландшафту» Весели Найденової (всі Івано-Франківськ)
галерея «S-об'єкт»:
«Сплячі принци України», фото Ілля Чічкан [Архівовано 15 червня 2013 у Wayback Machine.] (Київ); «Прощання з рибою» інсталяція Юрій Іздрик [Архівовано 8 грудня 2011 у Wayback Machine.] (Калуш); «Перманентне Різдво» інсталяція Мирослав Яремак[недоступне посилання з червня 2019] (Івано-Франківськ); живопис «Франко-Іван-Франко», «100 прапорів-виходів України», «100 станів краю», Олексій Борисов [Архівовано 11 серпня 2013 у Wayback Machine.] (Харків);
майстерня-галерея «Сигма»:
«Вздовж еротики» Антоні Міро [Архівовано 10 січня 2013 у Wayback Machine.] (Еспанія) еротична графіка та еротичні фото «Будуар» Сергія Браткова [Архівовано 15 червня 2013 у Wayback Machine.] та Сергія Солонського (Харків).
У подальші роки бієнале не проводилася за браком коштів, ентузіазму та ідей.